# Ornatowice (gmina)
Ornatowice – dawna gmina wiejska istniejąca do 1868 roku w guberni lubelskiej. Siedzibą władz gminy były Ornatowice.
Za Królestwa Polskiego gmina Ornatowice należała do powiatu hrubieszowskiego w guberni lubelskiej.
Gminę zniesiono w 1868 roku, a Ornatowice znalazły się w gminie Grabowiec.